# Jau-Dignac-et-Loirac
 Jau-Dignac-et-Loirac  es una población y comuna francesa, situada en la región de Aquitania, departamento de Gironda, en el distrito de Lesparre-Médoc y cantón de Saint-Vivien-de-Médoc.

## Demografía
| 946 | 909 | 808 | 803 | 836 | 866 |
| Para los censos de 1962 a 1999 la población legal corresponde a la población sin duplicidades (Fuente: INSEE [Consultar]) |     |     |     |     |     |